# Владзиевский, Александр Павлович
Александр Павлович Владзие́вский (1905, Келецкая губерния — 14 декабря 1970, Москва) — советский учёный в области теории машин и механизмов, один из организаторов станкостроения в СССР.

## Биография

### Ранние годы
Александр Владзиевский родился в 1905 году в Келецкой губернии Царства польского (Российская империя), в рабочей семье. В 1914 году из-за начала Первой мировой войны семья пыталась переехать к родственникам в Киев, но добрался туда только Саша. В Киеве он попал в детский дом, затем учился в средней школе № 5 и в железно-
дорожном техникуме. В 1930 году окончил Киевский индустриальный институт.

### Научно-педагогическая деятельность
После окончания института Владзиевский несколько лет работал и к 1936 году устроился преподавателем в МАДИ. Там он защитил кандидатскую диссертацию и получил учёное звание доцента, заведовал кафедрой «Теория механизмов и детали машин». С 1938 года работал заместителем директора института по учебно-научной работе. В 1941—1943 годах вместе с институтом эвакуировался в город Янги-Юль (Узбекистан). По воспоминаниям директора института С. П. Артемьева Владзиевский сыграл важную роль в организации эвакуации и налаживании учебного процесса на новом неустроенном месте.

### Работа в станкостроении
В период 1948—1951 годов (по другому источнику — с 1945 года) Владзиевский работал директором Экспериментального НИИ металлорежущих станков (ЭНИМС), включая и завод «Станкоконструкция», включённый в состав ЭНИМС.
За время работы в ЭНИМС Владзиевский внёс значительный научный и практический вклад в создание и внедрение автоматических станков и линий механической обработки для производства деталей двигателей автомобилей и тракторов. Совместно с главным конструктором института академиком В. И. Дикушиным они руководили созданием проекта и постройкой завода-автомата для выпуска поршней в Ульяновске. Эта работа была удостоена в 1951 году Сталинской премии. После чего, в 1953 году в Одессе был построен завод-автомат для выпуска поршневых колец, также по проекту ЭНИМС. 
В своей деятельности Владзиевский применял новые тогда методы теории надёжности для повышения качества автоматических линий механической обработки, в частности, он обосновал необходимость увязки затрат времени и труда на восстановление отказавших элементов с вероятностью отказа этих элементов. Кроме того, он разрабатывал методы оптимизации запасов заготовок на определённых участках автоматических линий и внедрял «магазины-накопители» для минимизации потерь времени на работоспособных участках линии при отказах элементов смежных участков, приводящих к их простою. Эти научные разработки легли в основу докторской диссертации Владзиевского, которую он защитил в 1952 году в Институте машиноведения Академии наук СССР. В 1953 году ему было присвоено учёное звание профессора.
Исследования надёжности станков и автоматических линий с применением математических методов теории массового обслуживания вызвали интерес не только в СССР, но и за рубежом. Он были обобщены Владзиевским в двухтомной монографию «Автоматические линии в машиностроении» (опубликована в издательстве Машгиз в 1958 году). При её подготовке он совместно с И. И. Артоболевским провёл обширный обзор мировых достижений в области автоматизации машиностроения. 
С 1965 года и до своей смерти Владзиевский заведовал кафедрой «Технология машиностроения» в Московском инженерно-экономическом институте.

### Смерть
Александр Павлович Владзиевский умер 14 декабря 1970 года в Москве после нескольких инфарктов. Он похоронен на Донском кладбище.

## Награды и звания
- Сталинская премия первой степени (1951) — за разработку принципов комплексной автоматизации производственных процессов в машиностроении, проектирование и освоение автоматического завода поршней[1]
- Заслуженный деятель науки и техники РСФСР[1]
- Два ордена Трудового Красного Знамени[1]
- Орден «Знак Почёта»[1]
- Доктор технических наук (1952)[1]
- Профессор (1953)[1]

## Оценки
- Директор МАДИ в 1938—1943 годах Сергей Артемьев  в своих мемуарах так характеризовал Владзиевского[3]:

На пост заместителя директора был назначен кандидат технических наук, доцент кафедры «Теория механизмов и детали машин» А. П. Владзиевский, коммунист, прекрасный лектор, квалифицированный специалист, пользующийся уважением, особенно в студенческом коллективе.